# Seat Panda
Der Seat Panda war ein dreitüriger Kleinstwagen, der im Aufbau und teilweise in der Motorisierung dem italienischen Schwestermodell Fiat Panda der ersten Serie entsprach.
1979 hatten sich Fiat und Seat auf die Produktion eines weiteren gemeinsamen Modells geeinigt, doch bereits zur Vorstellung im Sommer 1980 des neuen Seat Panda kündigten die Italiener den Kooperationsvertrag und verlangten in der Folge für das dann doch in Produktion gegangene Modell italienischer Konstruktion hohe Lizenzgebühren.
Der Seat Panda 45 besaß, wie sein italienisches Pendant, den 903-cm³-Motor des Seat 127, der in der Leistung auf 40 PS/29 kW reduziert war. Zusätzlich boten die Spanier noch den Seat Panda 35 an, der mit dem 843-cm³-Motor des Seat 133 ausgestattet war. Er entwickelte 34 PS/25 kW. Der Panda 30 aus italienischer Produktion mit dem Zweizylindermotor des Fiat 126 wurde nicht übernommen.
Als spanische Spezialität fertigte man einen Seat Panda Furgoneta Comercial, dessen hintere Seitenfenster verblecht waren. Die Rücksitzbank fehlte, wie schon beim entsprechenden Modell des Seat 600, sodass das Fahrzeug als kleiner Lieferwagen eingesetzt werden konnte.
1983 brachte man als ersten Schritt weg von Fiat und hin zum VW-Konzern, der die Führung in Barcelona übernommen hatte, die Sondermodelle Seat Panda Marbella, Seat Panda Montana und Seat Panda Bavaria mit besserer Ausstattung und einem Facelift heraus.
1985 wurde für die Furgoneta Comercial der Seat Trans lanciert, ein Panda mit hinterem geschlossenen oder verglasten Kastenaufbau.
Im Herbst 1985 wurden die Nachfolgemodelle Seat Marbella und Terra vorgestellt. Die Überarbeitung des Fahrwerkes des Fiat Panda wurde bei diesen nicht mehr übernommen.

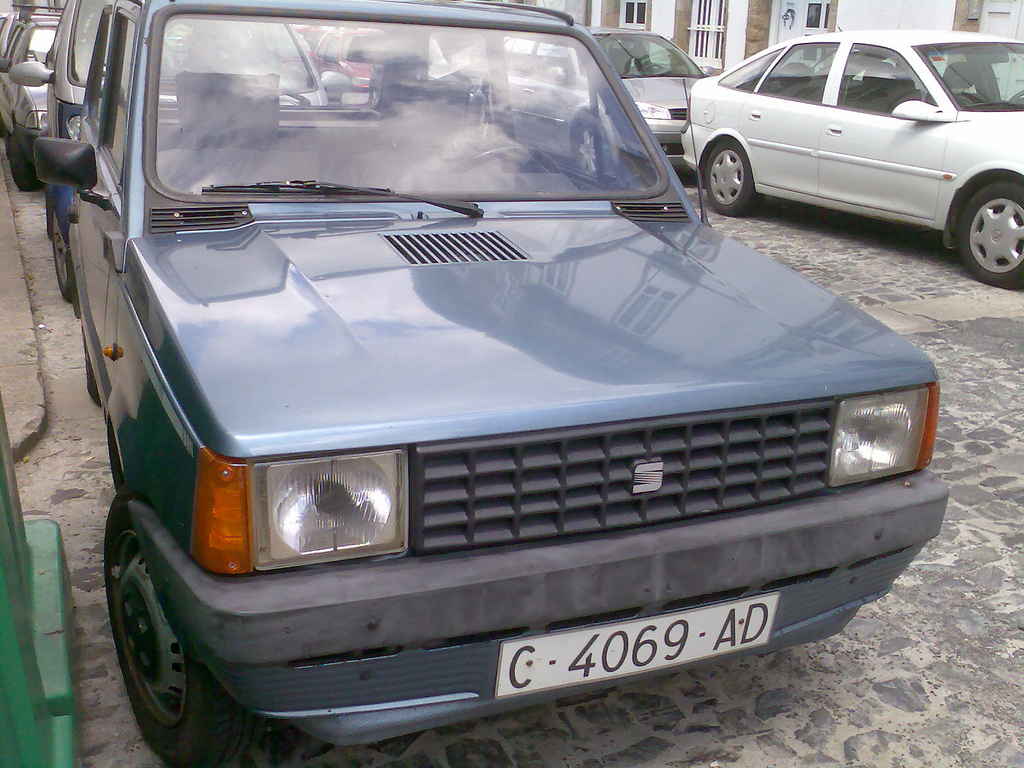
Seat Panda Marbella
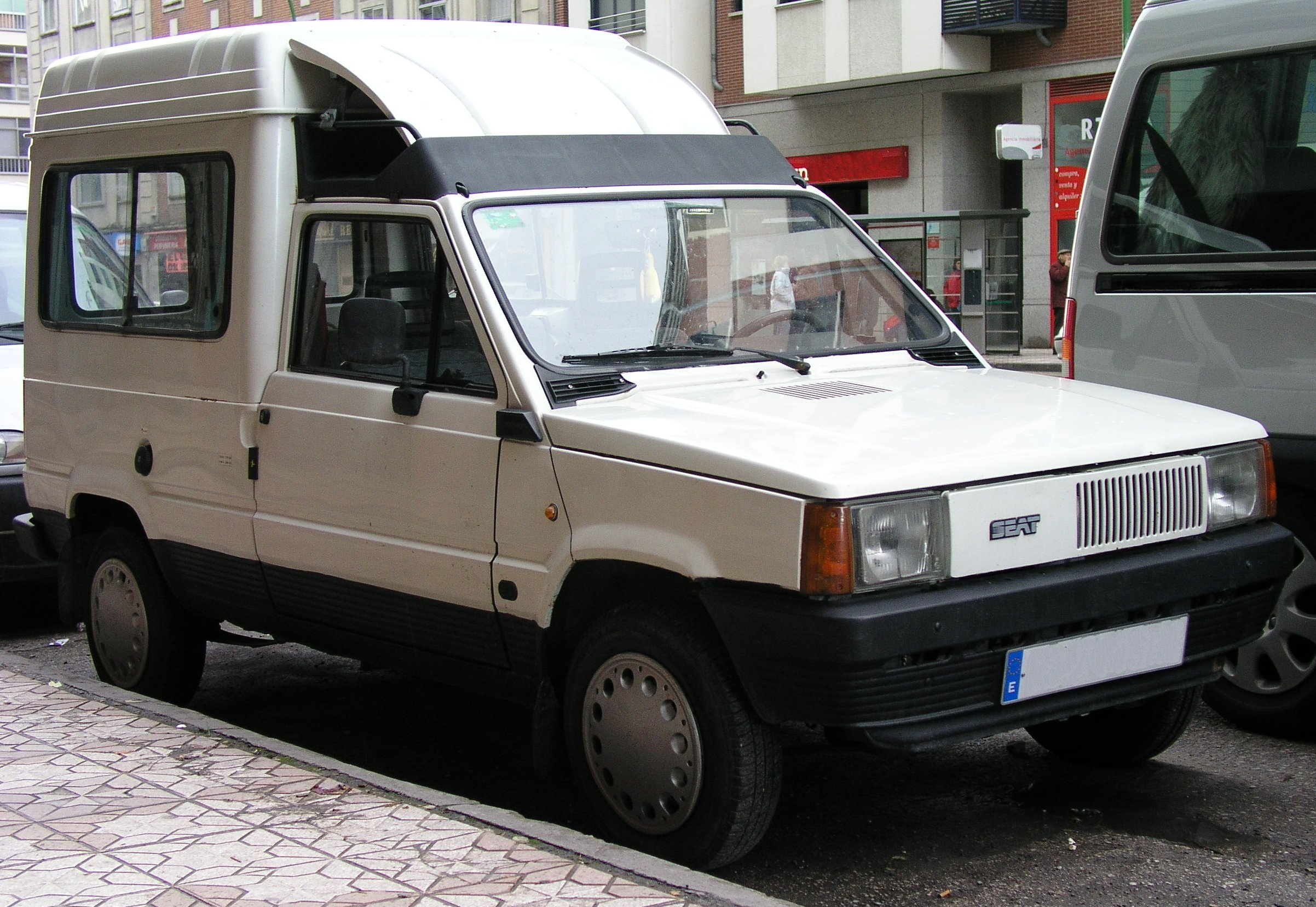
Seat Trans